# アレンハチドリ
アレンハチドリ（学名：Selasphorus sasin）とは、ハチドリ科に分類される鳥。